# Bondskär
Bondskär är en ö i Finland. Den ligger i Skärgårdshavet och i kommunen Pargas i den ekonomiska regionen  Åboland i landskapet Egentliga Finland, i den sydvästra delen av landet. Ön ligger omkring 60 kilometer sydväst om Åbo och omkring 180 kilometer väster om Helsingfors. Bondskär ligger 6 meter över havet.
Öns area är 2,2 hektar och dess största längd är 320 meter i öst-västlig riktning. Närmaste större samhälle är Korpo, 19,9 km norr om Bondskär.